# 赤染晶子
赤染晶子（あかぞめ あきこ，1974年—），日本女性小說家。

## 生平
出身於京都府宇治市出身。畢業於京都外國語大學外國語學部德語學科，後來到北海道大學大學原文學研究科進修德語文學博士課程期間退學。
2004年，憑獲得第99回文學界新人賞。2010年，以小說《少女的告密》獲得第143回（2010年上半年）芥川賞。

## 作品列表
- （2007年5月10日、文藝春秋、ISBN 9784163259307）
  - （文學界2004年12月號）
  - （文學界2005年10月號）

- 單行本未收錄作品
  - （群像2005年5月號）
  - （群像2006年1月號）
  - （文學界2006年12月號）
  - （群像2007年11月號）
  - （文學界2009年4月號）
  - （新潮2010年6月號）